# عبد الله بن محمد آل سعود
الأمير عبد الله بن محمد بن سعود بن محمد بن مقرن بن مرخان المريدي (1725 - 1812)، هو والد الإمام تركي بن عبد الله بن محمد آل سعود مؤسس الدولة السعودية الثانية، لم يتول الحكم ولكن انتقل الحكم إلى ابنه الإمام تركي بن عبدالله بن محمد بن سعود فأصبح في ذريته حتى اليوم، بعد إن كان في فرع شقيقه الإمام عبد العزيز بن محمد بن سعود الحاكم الثاني من آل سعود وكلاهما ابني الإمام محمد بن سعود بن محمد آل مقرن مؤسس الدولة السعودية الأولى.

## أبناؤه
- الأمير زيد بن عبد الله بن محمد آل سعود.
- الأمير إبراهيم بن عبد الله بن محمد آل سعود.
- الإمام تركي بن عبد الله بن محمد آل سعود.